# 서울교통공사 6000호대 전동차
서울교통공사 6000호대 전동차는 1999년 5월 28일부터 2000년 6월 22일까지 서울 지하철 6호선 개통과 함께 도입된 서울교통공사의 통근형 전동차다. 현재 6호선에 총 8량 39개 편성(312량), 7호선에 총 8량 2개 편성(16량)이 운행하고 있다.

## 도입 역사

### 1차 도입분 (1999년5월 28일~2000년6월 22일)
- 해당 편성: 601~641편성 (총 41개 편성)
- 제작사: 현대정공, KOROS (현.현대로템)

2000년 8월 7일 서울 지하철 6호선 1단계, 동년 2000년 12월 15일 서울 지하철 6호선 구간 개통에 대비하여 1999년 3월~2000년 4월 제작되어 도입된 차량들이다. 제작 초기에는 현대정공 창원공장에서 생산되었으나, 1999년 7월 1일 한국 3대 철도차량 제작사인 현대정공, 대우중공업, 한진중공업이 한국철도차량(KOROS)으로 통합된 이후 같은 공장에서 제작되었다.

## 배속
- 601~639편성: 신내차량기지, 8량
- 640~641편성:[1] 천왕차량기지, 8량

## 현황
| 차호     | 도입 시기 | 운행 중단 시기 | 비고 |
| -------- | --------- | -------------- | --- |
| 601 편성 | 1999년    | 운행 중        | 6101호에 선로검측장치가 있다. |
| 602 편성 | 1999년    | 운행 중        | 6102호에 선로검측장치가 있다. 7호선에서 운행한 이력이 있다.                                                                             |
| 603 편성 | 1999년    | 운행 중        | 6102호에 선로검측장치가 있다. 7호선에서 운행한 이력이 있다.                                                                             |
| 604 편성 | 1999년    | 운행 중        | 6102호에 선로검측장치가 있다. 7호선에서 운행한 이력이 있다.                                                                             |
| 605 편성 | 1999년    | 운행 중        | 6102호에 선로검측장치가 있다. 7호선에서 운행한 이력이 있다.                                                                             |
| 606 편성 | 1999년    | 운행 중        | 6102호에 선로검측장치가 있다. 7호선에서 운행한 이력이 있다.                                                                             |
| 607 편성 | 1999년    | 운행 중        | |
| 608 편성 | 1999년    | 운행 중        | |
| 609 편성 | 1999년    | 운행 중        | 최초 국산화 개발한 VVVF-IGBT 인버터를 장착하여 시험 운행을 했으나 낮은 회생제동 능력과 잦은 고장으로 인해 기존 추진제어장치로 환원됐다. |
| 610 편성 | 1999년    | 운행 중        | |
| 611 편성 | 1999년    | 운행 중        | 자전거 전용칸이 설치되었다. |
| 612 편성 | 1999년    | 운행 중        | 자전거 전용칸이 설치되었다. |
| 613 편성 | 1999년    | 운행 중        | 자전거 전용칸이 설치되었다. |
| 614 편성 | 1999년    | 운행 중        | 자전거 전용칸이 설치되었다. |
| 615 편성 | 1999년    | 운행 중        | 자전거 전용칸이 설치되었다. |
| 616 편성 | 1999년    | 운행 중        | |
| 617 편성 | 1999년    | 운행 중        | |
| 618 편성 | 1999년    | 운행 중        | |
| 619 편성 | 1999년    | 운행 중        | |
| 620 편성 | 1999년    | 운행 중        | |
| 621 편성 | 1999년    | 운행 중        | |
| 622 편성 | 1999년    | 운행 중        | |
| 623 편성 | 1999년    | 운행 중        | |
| 624 편성 | 2000년    | 운행 중        | |
| 625 편성 | 2000년    | 운행 중        | |
| 626 편성 | 2000년    | 운행 중        | |
| 627 편성 | 2000년    | 운행 중        | |
| 628 편성 | 2000년    | 운행 중        | |
| 629 편성 | 2000년    | 운행 중        | |
| 630 편성 | 2000년    | 운행 중        | |
| 631 편성 | 2000년    | 운행 중        | |
| 632 편성 | 2000년    | 운행 중        | |
| 633 편성 | 2000년    | 운행 중        | 6333호에 도시바 PMSM를 설치하여 운행한 이력이 있다.                                                                                     |
| 634 편성 | 2000년    | 운행 중        | |
| 635 편성 | 2000년    | 운행 중        | |
| 636 편성 | 2000년    | 운행 중        | |
| 637 편성 | 2000년    | 운행 중        | |
| 638 편성 | 2000년    | 운행 중        | |
| 639 편성 | 2000년    | 운행 중        | |
| 640 편성 | 2000년    | 운행 중        | 서울 지하철 7호선에서 운행 중이다. |
| 641 편성 | 2000년    | 운행 중        | 서울 지하철 7호선에서 운행 중이다. |

## 사양
전체적인 형태는 제작 당시(서울교통공사)의 표준 모델을 따르고 있다.

### 제어기기
일본 미쓰비시사의 VVVF-IGBT 2레벨 인버터를 채용하고 있다.
도입된 차량 중 609편성 전동차에 현대정공에서 최초로 국산화 개발한 VVVF-IGBT인버터를 장착하여 시험 운행을 하였으나, 인버터의 회생제동 효율이 극히 떨어지고 고장이 빈번하여 결국 2005년에 불연 내장재 개조와 함께 기존 전동차와 동일한 VVVF 인버터로 환원되어 운행 중이다.

### 편성
|                                                          |                 | ◇◇              |                 |                 |                 | ◇◇              |       |
| 60XX                                                     | 67XX            | 66XX            | 65XX            | 64XX            | 63XX            | 62XX            | 61XX  |
| Tc                                                       | M               | M'              | T               | T               | M               | M'              | Tc    |
| ←응암순환                                                | ※XX는 편성 번호 | ※XX는 편성 번호 | ※XX는 편성 번호 | ※XX는 편성 번호 | ※XX는 편성 번호 | ※XX는 편성 번호 | 신내→ |
| ※본 방향정보는 응암순환선을 돌때마다 방향이 바뀌게 된다. |                 |                 |                 |                 |                 |                 |       |
|                                                          |                 |                 |                 |                 |                 |                 |       |

| 객차번호 | 설치된 전장품                        |
| -------- | ------------------------------------ |
| 60XX     | Tc(SIV, 축전지)                      |
| 67XX     | M(공기압축기,주변환장치)             |
| 66XX     | M'(팬터그래프, 주변압기, 주변환장치) |
| 65XX     | T(무동력객차)                        |
| 64XX     | T(무동력객차)                        |
| 63XX     | M(공기압축기,주변환장치)             |
| 62XX     | M'(팬터그래프, 주변압기, 주변환장치) |
| 61XX     | Tc(SIV, 축전지)                      |

## 현재 운행구간
- ● 서울 지하철 6호선: 신내 → 응암 → 독바위 → 응암 → 신내
- ● 서울 지하철 7호선: 장암 - 석남(거북시장) (640~641편성만 운행)

### TCMS채용
현대정공에서 개발한 TCMS 시스템이 채용됐다. 기존 TGIS에서 개량돼 2.5Mbps의 전송속도를 가진 네트워크를 구성했으며 특히 최초로 역행, 제동지령기능을 가지고 있어 ATO와 연계돼 차량의 응답성이 한층 강화됐고, 1인승무에 적합하게 서비스기기의 제어기능도 일원화 되고 있다. 그 외에도 고장진단기능, 입·출고검사기능 등의 여러 가지 기능이 강화됐다. 이는 일본의 JR 동일본 E231계 전동차에 채용된 TIMS시스템과도 비교가 된다. 하지만 TIMS 시스템의 네트워크 구성이 사다리 방식으로서 전송계통의 이중화와 함께 전송속도의 향상이 가능했으나, TCMS는 링방식으로 구성돼 있어 이중화는 가능하나 전송속도가 한정된 단점이 있다.

### 객실
유진기공에서 제작한 경량 도어엔진을 채용해 승객용 시트 아래가 비어있으며, 7인용 좌석 중간에 2개의 쇠기둥이 설치돼 있다.
2003년 2월 18일 대구 지하철 화재 참사를 계기로 강화된 철도차량의 내연기준으로 인해 2005년까지 전 차량의 내장재 교체가 완료됐다. 교체 작업은 현대로템 의왕 공장으로 회송해 진행했다. 시트는 무광택 스테인리스 시트를 채용했으며, 화재경보기와 객실 비상용 인터컴 등이 보강됐고, 특히 기존 출입문 상부에 설치된 비상개폐 콕크의 위치를 승객용 시트 하부로 이설했으며, 차량 외부의 비상개폐 콕크는 차체에 별도의 함을 만들어 위치를 수정했다.
2010년부터 승객 편의를 위해 등받이를 제외한 부분(안장 쪽)에 한하여 난연재 모켓시트를 설치했고, SMRT-MALL 사업의 일환으로 객실 내의 출입문 상단에 설치돼 있던 행선 안내 LED전광판이 LCD모니터로 교체돼 운용되고 있다. 또한 방송장치도 통합설정기로 교체됐으며, 측면 행선 게시기는 스크린도어(PSD)의 설치에 따라 보기 어렵게 된 사유로 한동안 작동시키지 않은 채 운행했고, 뒤이어 측면 안내 게시기가 소등된 후 그 자리에 2대 통신 사업자(SK텔레콤, KT, LG U+)의 와이파이 단말기(AP)를 설치·운용하고 있다.

## 기타

### 7호선으로의 차출 운행
2011년 서울 지하철 7호선 부평구청 연장 개통 당시, 서울교통공사 SR000호대 전동차 도입이 완료되지 않아 602~606편성이 7호선으로 잠시 이적하였으나, 이후 6호선으로 다시 복귀되었다. 이후 온수(성공회대입구)~석남 구간 증차를 위해 640~641편성이 다시 7호선으로 이적되었고, 도색 역시 7호선 형식으로 변경해 현재까지 운행되고 있다.

### 측면안내 게시기 작동 중단
스크린도어 설치 이후 측면 행선안내 게시기가 소등되어 에너지를 절감하고 있으며, 흰색 바탕 서울교통공사 로고가 해당 자리에 부착되었다.

### 자전거전용칸 개조
2009년 611~615편성은 전동차 Tc(운전실이 있는 칸) 맨 앞에 자전거 전용칸 설치 개조가 이루어졌다.

## 사진

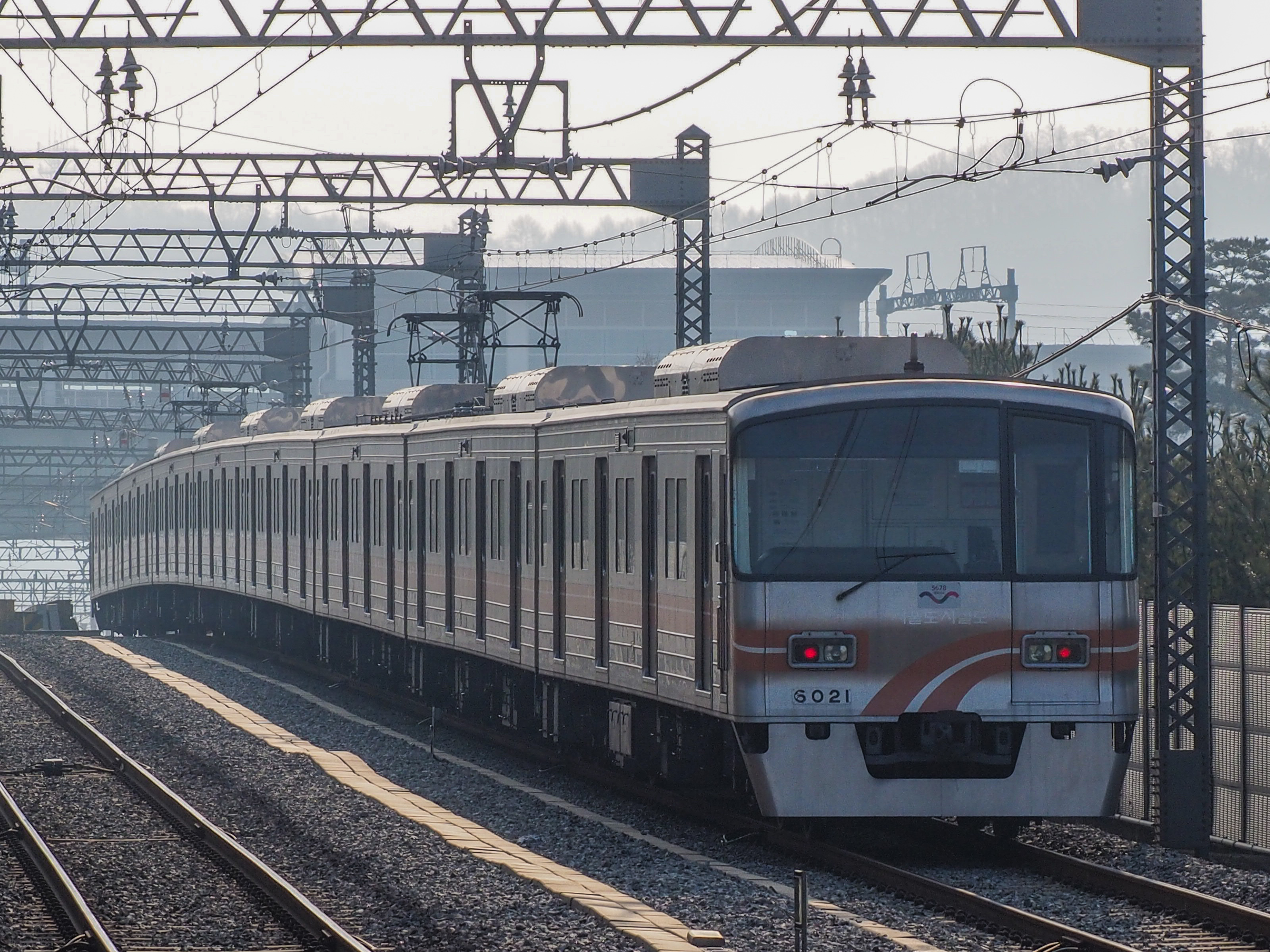
621편성 (서울교통공사 로고 변경 전)
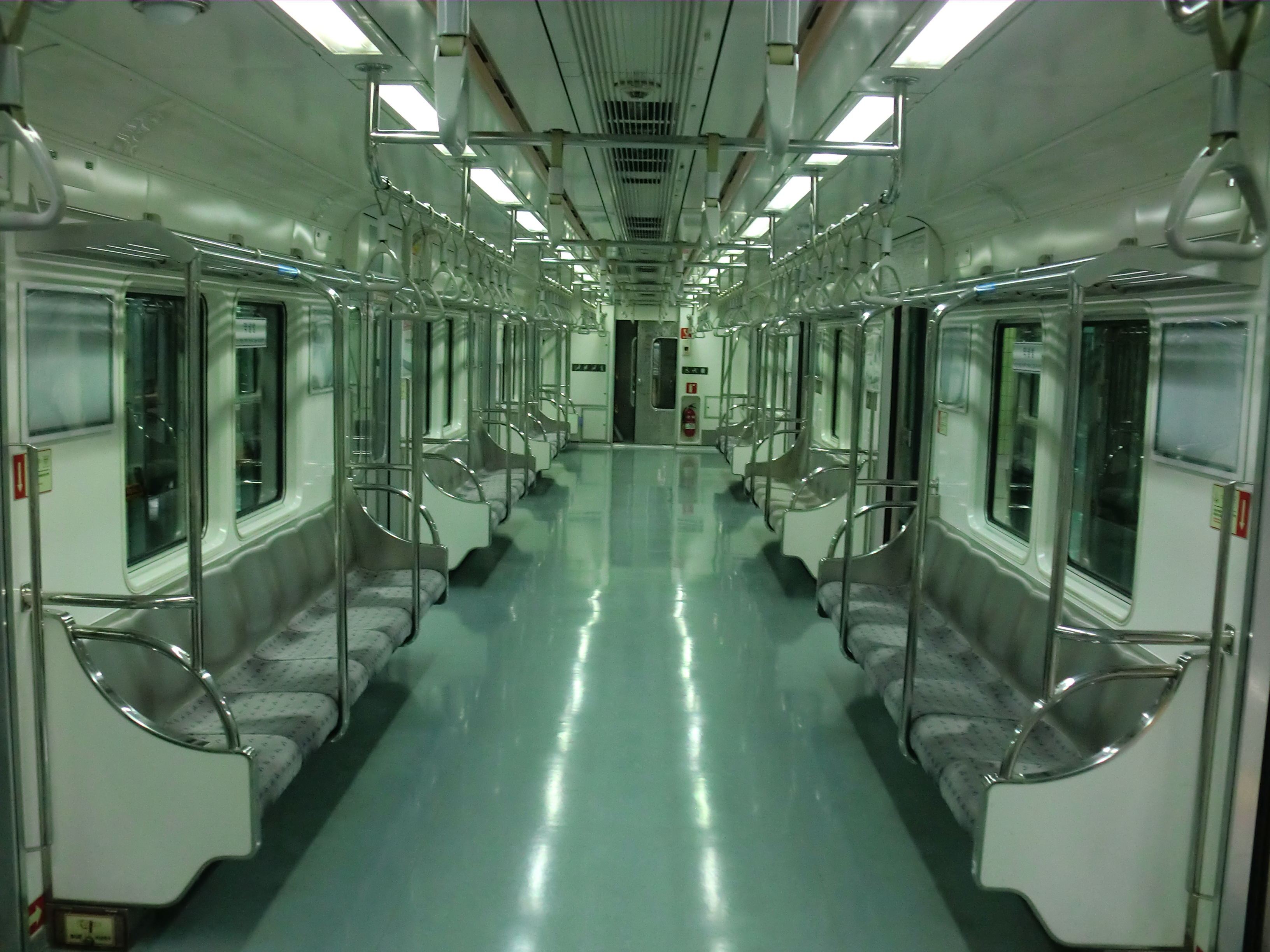
차내
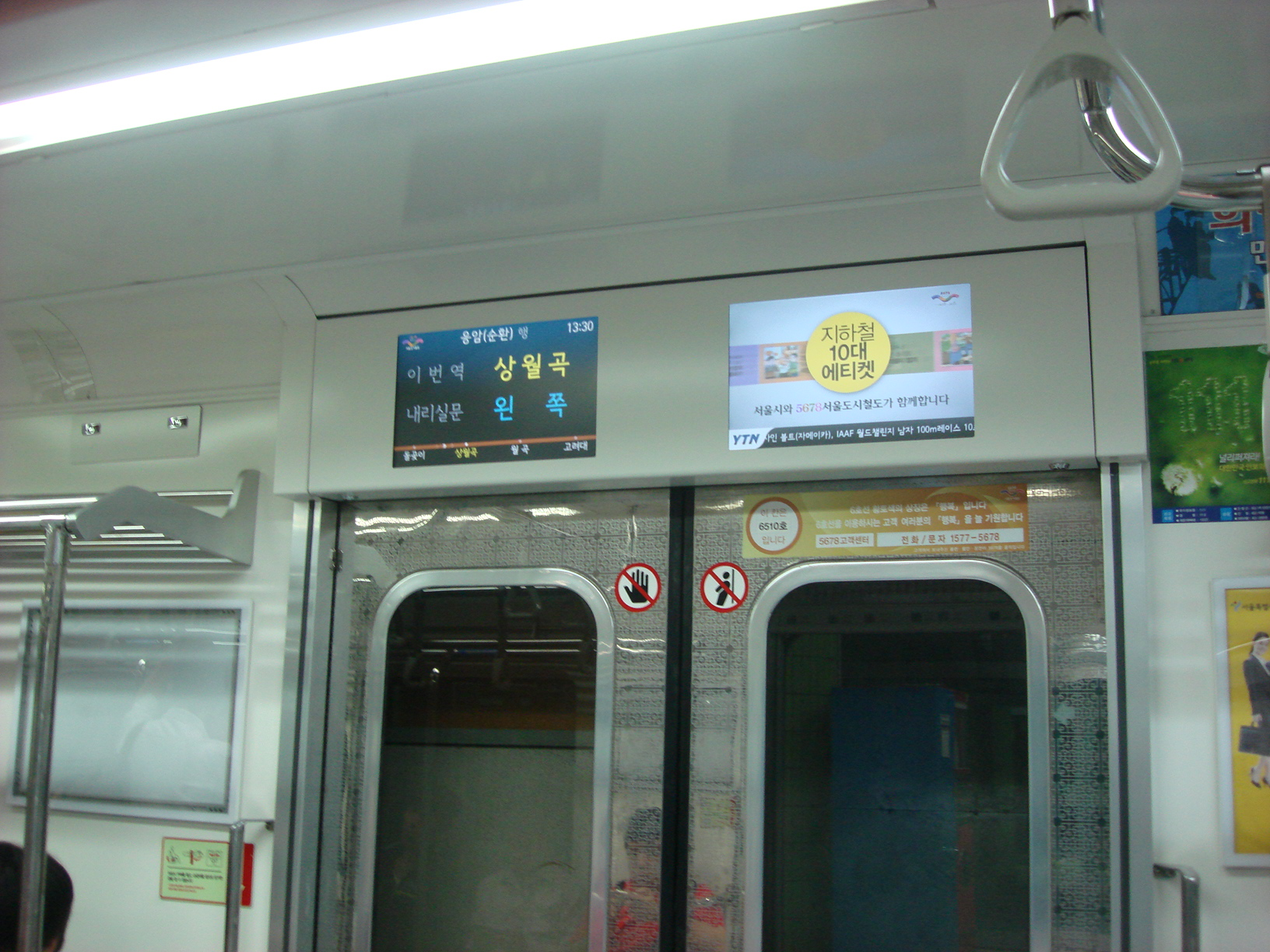
LCD
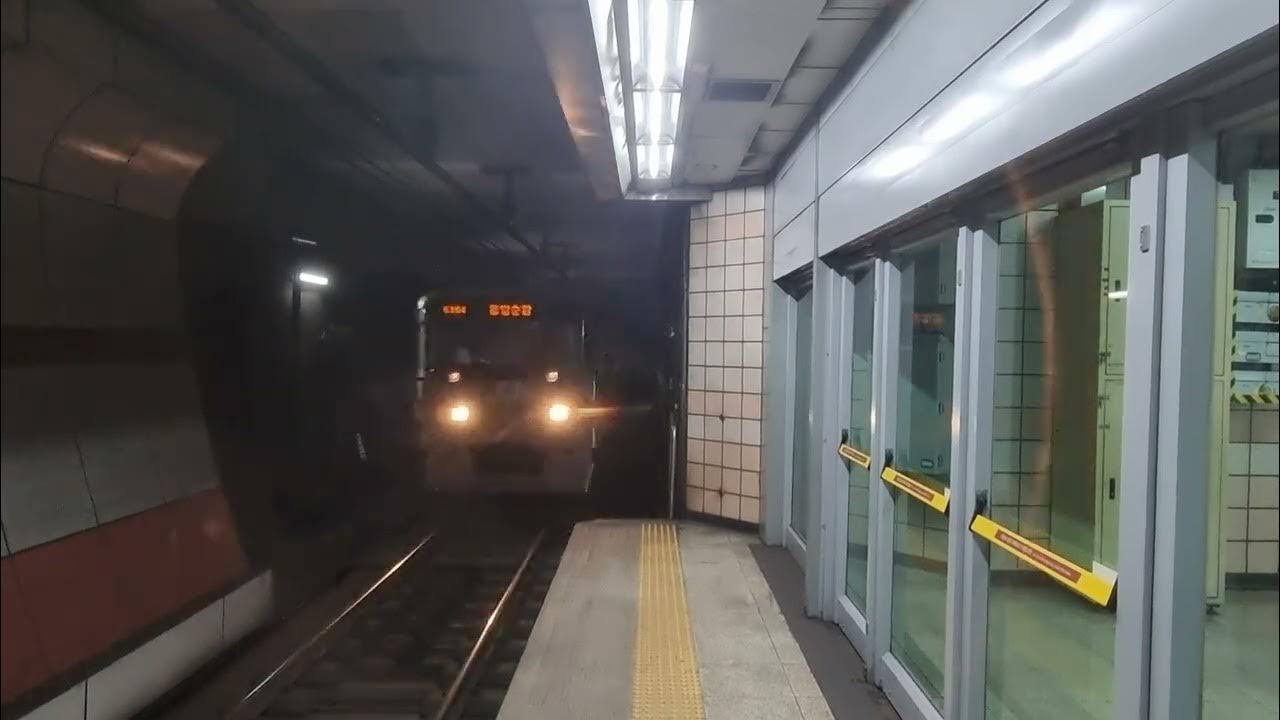
637편성

## 같이 보기
- 서울교통공사
- 서울 지하철 6호선
- 서울교통공사 5000호대 전동차
- 서울교통공사 7000호대 전동차
- 서울교통공사 8000호대 전동차
- 인천교통공사 SR000호대 전동차
- 인천교통공사 7000호대 전동차